# Фёдоровский сельсовет (Хайбуллинский район)
Фёдоровский сельсовет — муниципальное образование в Хайбуллинском районе Башкортостана. Согласно Закону о границах, статусе и административных центрах муниципальных образований в Республике Башкортостан, имеет статус сельского поселения.

## Население
| 2002  | 2010  | 2013  | 2014  | 2015  | 2016  | 2017  |
| ----- | ----- | ----- | ----- | ----- | ----- | ----- |
| 1110  | ↗1164 | ↘1143 | ↘1115 | ↘1084 | ↘1080 | ↗1088 |
| 2018  |       |       |       |       |       |       |
| ↘1080 |       |       |       |       |       |       |

## Состав
- с. Фёдоровка,
- с. Абубакирово.